# میل (آذربایجان)
میل (به زبان لاتین: Mil، همچنین ارجونیکیدزه Orconikidze) یک منطقه مسکونی در جمهوری آذربایجان است که در شهرستان بیلقان واقع شده‌است. میل ۱۹۷۵ نفر جمعیت دارد.